# Тарас Бульба (балет)
«Тара́с Бу́льба» — балет Василия Соловьёва-Седого в трёх актах. Либретто Семёна Каплана по мотивам одноименной повести Н. В. Гоголя.

## История создания
В 1939 году Ленинградский театр оперы и балета имени С. М. Кирова заказал тогда уже довольно известному композитору Василию Соловьёву-Седому музыку к балету «Тарас Бульба» по либретто солиста балета театра Семёна Каплана (которое отмечалось критикой как мало выразительное)[кем?]. Постановка была поручена Ростиславу Захарову — приверженец драмбалета, он уже интерпретировал литературные произведения на балетной сцене. С ним консультировались и композитор, и художник-постановщик Вадим Рындин. Однако в январе 1940 года кандидатура Захарова отпала (он поставил этот балет в Большом театре несколькими месяцами позже, весной 1941 года), и 2 февраля дирекция театра заключила договор на постановку с Фёдором Лопуховым.
Лопухов получил клавир балета лишь 13 сентября, но не полностью, «с некоторыми белыми пятнами». Завершала работу над музыкой и оркестровку группа музыкантов во главе с Рудольфом Мервольфом (в Москве, где балет ставился параллельно, оркестровку осуществил Дмитрий Рогаль-Левицкий).
Постановка Лопухова, как и постановка Захарова, имели успех у публики. В спектаклях участвовали ведущие артисты двух театров. В Москве спектакль был показан четыре раза, последнее представление — 15 апреля 1941 года. После начала войны в 1941 году балет исчез со сцены — Большой театр и ЛГАТОБ были эвакуированы, в их репертуаре остались лишь несколько классических постановок.
В начале 1950-х годов Ростислав Захаров решил вновь вернуться к этому сюжету, Большим театром была заказана новая партитура композитору Рейнгольду Глиэру — однако постановка нового балета, приуроченного к 100-летию со дня смерти Гоголя, не была осуществлена.
Соловьёв-Седой также вернулся к своему балету, он заново пересмотрел партитуру, изменив вместе с либреттистом не только отдельные сцены, но и драматургию балета в целом — возник новый спектакль с более героическим звучанием, созвучный послепобедному энтузиазму. Постановку осуществил Борис Фенстер в 1955 году в Ленинградском театре оперы и балета имени С. М. Кирова, в 1962 году балет был возобновлён. 
Ни одна из постановок не сохранилась, хореография балетов была утрачена. Сохранился лишь «Гопак» — вариация Андрия в постановке Ростислава Захарова. Этот эффектный танец, требующий силы и большого прыжка, в советское время исполняли в качестве концертного номера такие техничные и темпераментные танцовщики, как Георгий Фарманянц и Шамиль Ягудин, позднее — Вадим Писарев и другие артисты. Время от времени номер исполняется сильными участниками Московского конкурса артистов балета и других балетных конкурсов.

## Действующие лица
- Тарас Бульба
- Остап и Андрий, его сыновья
- Мать
- Оксана
- Панночка
- Воевода, её отец
- Иезуит
- Татарка
- Петро, вестник
- Подгулявший казак
- Старый крестьянин
- Три панночки
- Три кавалера-шляхтича

## Постановки

### Ленинградский театр оперы и балета
Премьера: 12 декабря 1940 года
Балетмейстер-постановщик Фёдор Лопухов, режиссёр И. Ковтунов, художник-постановщик Вадим Рындин, дирижёр-постановщик Евгений Дубовской
Действующие лица
- Тарас Бульба — Михаил Дудко
- Остап — Сергей Корень
- Андрий — Вахтанг Чабукиани
- Панночка — Наталия Дудинская (затем Ольга Иордан)
- Оксана — Алла Шелест (затем Татьяна Вечеслова)

Новая редакция: 23 июня 1955 года
В четырёх актах 10 картинах, балетмейстер-постановщик Борис Фенстер, консультант по нар. танцам Б. В. Степаненко, художник-постановщик Александр Константиновский, дирижёр-постановщик Павел Фельдт
Действующие лица
- Тарас Бульба — Михаил Михайлов (затем Игорь Бельский)
- Остап — Аскольд Макаров (затем Александр Грибов)
- Андрий — Константин Сергеев (затем Святослав Кузнецов)
- Панночка — Наталия Дудинская (затем Алла Осипенко)
- Оксана — Алла Шелест
- Иезуит — Борис Шавров
- Петро — Игорь Бельский (затем Юрий Григорович)

Возобновление 21 декабря 1962 года
Балетмейстер-постановщик Борис Фенстер, художник-постановщик Александр Константиновский, дирижёр-постановщик Виктор Широков
Действующие лица
- Тарас Бульба — Ю. С. Мальцев
- Остап — Александр Грибов
- Андрий — Святослав Кузнецов
- Панночка — Алла Осипенко
- Оксана — Алла Шелест

### Большой театр
Премьера: 26 марта 1941 года
Новая постановка в четырёх актах, оркестровка Дмитрия Рогаль-Левицкого, либретто Семёна Каплана в редакции Ростислава Захарова, балетмейстер-постановщик Ростислав Захаров, художник-постановщик Анатолий Петрицкий, дирижёр-постановщик Юрий Файер
Действующие лица
- Тарас Бульба — Лев Лащилин
- Остап — Константин Сергеев (затем Владимир Голубин)
- Андрий — Михаил Габович (затем Анатолий Кузнецов)
- Оксана — Ольга Лепешинская (затем Галина Петрова)
- Панночка — Марина Семёнова (затем Ирина Тихомирнова)
- Ганна — Валентина Галецкая (затем Надежда Капустина)
- Атаман Шило — Георгий Фарманянц

### В других театрах
- 1960 — Новосибирский театр оперы и балета, балетмейстер Н. М. Уланова (по Фенстеру), художник А. В. Крюков, дирижёр И. Г. Чудновский.